# 北海道医療大学病院
北海道医療大学病院（ほっかいどういりょうだいがくびょういん）は、札幌市北区あいの里にある北海道医療大学の大学病院。

## 沿革
北海道医療大学病院は、旧歯学部附属病院（1978年開院）と旧医科歯科クリニック（1990年開院）の再編統合により、2005年（平成17年）に設置した。
- 1978年（昭和53年）：石狩郡当別町に「東日本学園大学歯学部附属病院」開設[2]。
- 1990年（平成02年）：札幌市北区に「医療科学センター医科歯科クリニック」開設[2]。
- 1994年（平成06年）：学校法人・大学名称変更に伴い、「北海道医療大学歯学部附属病院」と改称[3]。
- 2005年（平成17年）：札幌市北区に「北海道医療大学病院」開設[2]。

## 診療科等
診療科（医科部門）
- 内科
- 消化器内科
- 循環器内科
- 心療内科
- 呼吸器内科
- 小児科
- 整形外科
- 眼科
- 耳鼻咽喉科
- 皮膚科

診療科（歯科部門）
- 歯科
- 小児歯科
- 矯正歯科
- 歯科口腔外科

部門
- 薬剤部
- 看護部
- 歯科衛生部
- 歯科技工部
- 放射線部
- 臨床検査部
- 医療心理室
- 言語聴覚治療室
- 医療相談・地域連携室
- 栄養相談室
- リハビリテーション室
- 医療管理部

## 施設認定
| 日本糖尿病学会認定教育施設                         | 日本病態栄養学会認定栄養管理・指導実施施設     |
| 日本肥満学会認定肥満症専門病院（循環器内科・内科） | 日本眼科学会専門医制度研修施設（眼科）         |
| 日本歯科保存学会指定研修施設                       | 日本歯周病学会認定研修施設                     |
| 日本口腔外科学会指定研修機関                       | 日本老年歯科医学会認定研修歯科施設             |
| 日本障害者歯科学会認定臨床研修施設                 | 日本顎関節学会認定顎関節症専門医研修施設       |
| 日本がん治療認定医機構認定研修施設                 | 日本矯正歯科学会臨床研修機関（歯科・矯正歯科） |
| 日本医療薬学会認定薬剤師研修施設                   | 日本歯科放射線学会認定研修機関                 |
| 日本補綴歯科学会認定研修機関                       | 日本顎顔面インプラント学会認定研修施設         |
| 日本歯科心身医学会指定研修機関                     |                                                |

## アクセス・駐車場
- 北海道旅客鉄道（JR北海道）あいの里教育大駅から徒歩約5分
- 北海道中央バス（石狩営業所）「あいの里2条5丁目」バス停下車 徒歩約1分
- 駐車場：あり

## 関連施設
- 北海道医療大学歯科クリニック[4]